# Гулам Мустафа Хан
Гулам Мустафа Хан (урду غلام مصطفٰی خان‎;
3 марта 1931, Бадаюн, Британская Индия — 17 января 2021, Мумбаи) — индийский классический вокалист традиции хиндустани, композитор и учитель музыки. Отмечен множеством наград, включая Падма Шри (1991), премию Академии Сангит Натак (2003), Падма Бхушан (2006) и Падма Вибхушан (2018).

## Биография
Родился в Бадаюне 3 марта 1931 года в семье музыкантов Рампур-Сахасван гхарана и был старшим ребёнком среди четырёх братьев и трёх сестёр. Его отец, Устад Варис Хуссейн Хан, был сыном знаменитого музыканта Устада Мурреда Бакша, а его мать, Сабри Бегум, была дочерью Устада Инаята Хусейна Хана, придворного музыканта при дворе наваба Ваджида Али Шаха.
Его родители хотели, чтобы он стал певцом, поэтому он начал обучаться музыке в очень раннем возрасте.
Сначала он учился у своего отца Вариша Хуссейна Хана, а затем у других членов семьи, таких как Фида Хуссейн Хан, придворный певец королевского дурбара Бароды, и его двоюродный брат Ниссар Хуссейн Хан.
Гулам Мустафа Хан впервые публично выступил на концерте Джанмаштами в возрасте восьми лет.
Вскоре после этого он начал выступать по всему миру и стал признанным артистом Всеиндийского радио.
Впоследствии он был наставником таких музыкантов как Аша Бхосле, Манна Дей, Гита Датт, Устад Рашид Хан, Харихаран, Сону Нигам, Алиша Чинай, Шилпа Рао и Калпана Патовари. 
Помимо классических концертов, с 1957 года Хан также пел для фильмов на маратхи и гуджарати. 
Первым фильмом на хинди, для которого он спел, стал «Бхуван Шом» (1969) Мринала Сена. Затем он исполнил композицию «Sajna Kahe Nahi Aaye» в Badnam Basti (1971) Према Капура.
В 1981 году он спел три песни для фильма «Дорогая Умрао» Музаффара Али, для двух из которых он сам написал музыку. Из них наибольшую популярность получила «Jhoola kin, dara ri amraiyan…», особенно в Рампуре и Варанаси.
Как композитор он сочинил музыку для фильма Aagaman (1988), также снятого Али, и ещё более 70 документальных картин, снятых Films Division. А в немецком документальном фильме Rainmaker он выступил не только как автор музыки и исполнитель песен, но и как актёр, сыграв роль Байджу Бавра.
Хан ушел из Болливуда в 1993 году после выхода фильма Shreemaan Aashique. Тем не менее в 2015 году он записал песню «Maula» для драмы «31 октября» Шиваджи Лотана Патила, рассказывающей о преследовании сикхов после убийства Индиры Ганди.
В 2013 году он вместе с сыновьями Муртузой, Кадиром, Раббани, Хасаном, внуком Фаизом и ученником А. Р. Рахманом выступил в телевизионном шоу Coke Studio, где они исполнили рагу Яман под аккомпанемент гитары и барабанов.
В 2019 году Хан перенес ишемический инсульт, после чего левая сторона его тела была парализована. Музыкант скончался 17 января 2021 года в своем доме в Мумбаи в возрасте 89 лет.